# Alexander N’Doumbou
Alexander N’Doumbou (* 4. Januar 1992 in Port-Gentil) ist ein chinesischer Fußballspieler.

## Leben
N'Doumbou wurde in Port-Gentil als Sohn eines Gabunesen und einer Chinesin geboren. Sein Vater war Lehrer in Port-Gentil und lebte nach seiner Geburt einige Zeit in der Heimat der Mutter, in China.

### Karriere

#### Verein
Alexander N’Doumbou begann seine Karriere 1998 beim AS Sogara in Gabun. Mit zwölf Jahren wanderte er mit seiner Familie nach Südfrankreich aus und spielte für ein Jahr beim unterklassigen Jugendverein FC Carpentras. Nach einem weiteren Jahr beim FC Martigues folgte der Wechsel zu einem der meisterfolgreichsten Vereine Frankreichs, zu Olympique Marseille. Mit der U-17-Mannschaft gewann er als Kapitän die Meisterschaft 2008/09. Am 18. November 2009 unterschrieb er seinen ersten Profivertrag. Dieser trat allerdings erst ab dem 1. Juli 2011 in Kraft, da bis dahin noch sein Vertrag als Jugendspieler datiert war.
Am 9. Januar 2010, fünf Tage nach seinem 18. Geburtstag, absolvierte er sein Profidebüt im Pokalspiel gegen den unterklassigen Verein Trélissac FC. Auch in der nächsten Runde des Pokals kam er zum Einsatz, doch nach der 1:3-Niederlage schied Marseille aus dem Wettbewerb aus.
Am 10. August 2011 wurde er für die Saison 2011/12 an die US Orléans ausgeliehen. Nach Ablauf der Leihfrist wurde diese um ein weiteres Jahr verlängert. Im Anschluss schaffte es N’Doumbou nicht mehr in die A-Mannschaft von Marseille und wurde bis Sommer 2015 in der B-Mannschaft eingesetzt. Im August 2016 schloss er sich dem belgischen Drittligisten F.C.V. Dender E.H. an. In seiner ersten Saison verpasste er mit seinem Team knapp die Play-offs für die Aufstiegsspiele, in der kommenden Spielzeit konnte die Klasse knapp gehalten werden.
Während der Saison 2018/19 spielte er für den bulgarischen Erstligisten FC Wereja Stara Sagora, für den er 15 Ligaspiele absolvierte, bevor er im Februar 2019 nach China wechselte. Wereja wurde am Ende der Saison mit großem Abstand Tabellenletzter und stieg ab. Nach seiner erfolgreichen Einbürgerung, gewann er mit Shanghai Shenhua am 6. Dezember den chinesischen Fußballpokal. Nachdem Shenhua das Hinspiel gegen Shandong Luneng noch mit 0:1 verloren hatte, wurde das Rückspiel mit 3:0 gewonnen.

#### Nationalmannschaft
N’Doumbou wurde schon einmal im November 2009 von Trainer Alain Giresse für die A-Nationalmannschaft nominiert, allerdings nicht eingesetzt. Zwei Jahre später absolvierte er sein Länderspieldebüt in einem Freundschaftsspiel. Er gehörte zum 30-köpfigen provisorischen Kader für die Afrikameisterschaft 2012. Doch am 5. Januar 2012 wurde der Kader auf 26 Mann reduziert, N’Doumbou und unter anderem auch Willy Aubameyang wurden aus dem Aufgebot gestrichen. Alexander N’Doumbou gehörte zum Aufgebot Gabuns bei den Olympischen Sommerspielen 2012 in London.
Im Februar 2019 wurde bekannt, dass N’Doumbou seine gabunische Staatsbürgerschaft abgelegt und dafür die chinesische Staatsbürgerschaft angenommen hat, die er aufgrund seiner Mutter erhalten konnte. Somit ist er nicht mehr für Gabun spielberechtigt, darf allerdings auch nicht für die chinesische Fußballnationalmannschaft auflaufen.

## Titel und Erfolge
Shanghai Shenhua
- Chinesischer Fußballpokal: 2019